# W-21
W-21 — тральщик Імперського флоту Японії, який взяв участь у Другій світовій війні.
Корабель, який належав до типу W-19, спорудили у 1942 році на верфі Harima Shipbuilding у Харімі.
19 липня — 5 серпня 1942-го W-21 супроводив переобладнаний канонерський човен «Ніккай-Мару», який вів на буксирі водяну баржу, з Токійської затоки до Рабаула — головної передової бази в архіпелазі Бісмарка, з якої провадились операції на Соломонових островах та сході Нової Гвінеї. Кілька днів тральщик займався патрульно-ескортною службою в районі Рабаула, а 15 серпня пройшов до якірної стоянки Шортленд — прикритої групою невеликих островів Шортленд акваторії біля південного узбережжя острова Бугенвіль, де зазвичай відстоювались кораблі та перевалювались вантажі перед відправкою далі на схід у зону боїв за Гуадалканал (з 7 серпня після висадки тут союзників почалась шестимісячна битва за острів). 20 серпня W-21 вийшов з Шортленду для участі в зайнятті Гізо в архіпелазі Нью-Джорджія (центральна частина Соломонових островів).
До середини весни 1943-го тральщик займався патрульно-ескортною службою в районі Рабаул — Шортленд. При цьому 11 жовтня 1942-го він супроводжував гідроавіаносець «Кійокава-Мару», що був атакований літаками неподалік від Рабаула та зазнав певних пошкоджень (втім, це не завадило «Кійокава-Мару» виконати рейс до Шортленду). А 19 лютого 1943-го під час ескортування транспорту «Хібарі-Мару» останній був за пів сотні кілометрів північніше від Бугенвільської протоки (відділяє Бугенвіль від острова Шуазель) уражений торпедою з ворожої субмарини. W-21 та мінний загороджувач «Цугару» провели контратаки глибинними бомбами, проте безрезультатно (що стосується «Хібарі-Мару», це судно викинулось на узбережжя та згодом остаточно втрачене).
18 квітня 1943-го W-21 полишив Рабаул та попрямував до нового місця служби в Південно-Східній Азії у складі Сил охорони Такао (порт на Тайвані, наразі Гаосюн).
Не пізніше другої половини листопада 1943-го W-21 знову опинився в Океанії. Відомо, що в цей час він супроводжував конвой O-107, який прямував з Саєкі (північно-східне узбережжя Кюсю) до Палау (транспортний хаб на заході Каролінських островів). Втім, в якийсь момент тральщик відокремився та з 1 по 6 грудня супроводжував на Трук єдине вціліле судно конвою № 3123.
10 грудня 1943-го W-21 вийшов з Труку в охороні конвою № 1103, що прямував до Рабаула. 15 грудня одне з суден через технічні проблеми відокремилось від загону та під охороною W-21 і ще одного ескортного корабля попрямувало до Кавієнгу (друга за значенням японська база в архіпелазі Бісмарка, розташована на північному завершенні острова Нова Ірландія). Надалі тральщик перейшов до Рабаулу.
25 грудня 1943-го W-21 прибув до Кавієнгу, де провадив траління за сприяння допоміжних мисливців за підводними човнами CHa-16 та CHa-17 (виконували буксирні роботи). Вже за кілька годин після початку траління W-21 сів на мілину і тієї ж доби по Кавієнгу завдало удару американське авіаносне з'єднання. W-21 отримав сильні пошкодження, загинуло 9 членів екіпажу.
Лише 31 січня 1944-го тральщик після проведення аварійних ремонтних робіт зміг полишити Кавієнг. Наступної доби він приєднався до конвою № 2312, що прямував на Трук, а 2 лютого зазнав нових пошкоджень від атаки з повітря. Ввечері 4 лютого через вплив пошкоджень W-21 відстав від загону, проте невдовзі наздогнав його. 6 лютого конвой досягнув пункту призначення.
Близько місяця W-21 ремонтувався на Труці, при цьому він пережив 17—18 лютого 1944-го, коли ця японська база була розгромлена ворожими авіаносцями. 6—10 березня тральщик пройшов з конвоєм № 4304 до Сайпану (головна японська база на Маріанських островах), а 14—24 березня перейшов до Саєкі в охороні конвою № 4313B). З 1 квітня по 13 липня корабель проходив ремонт у Такамацу.
З середини липня по середину серпня 1944-го W-21 діяв у районі західного узбережжя Кюсю та по одному разу здійснив рейси на Окінаву і до Шанхаю.
19 серпня — 7 вересня 1944-го тральщик супроводжував конвой MI-15, що пройшов з Моджі (порт у протоці Сімоносекі на виході із Внутрішнього Японського моря до Японського моря) до Маніли. Хоча окрім W-21 до складу ескорту входило чимало кораблів, конвой втратив від атаки ворожих підводних човнів 2 транспорти та 1 корабель охорони. 10 вересня W-21 вийшов для супроводу конвою MAMO-03, що прямував назад до Моджі. Наступної доби вони з'єднались з конвоєм HI-72 (такі позначення використовувались для загонів, що ходили по трасі Сінгапур — Моджі), а 12 вересня стався напад «вовчої згаї», унаслідок чого були потоплені 3 транспорти, есмінець та фрегат. W-21 взяв участь у рятувальній операції, а 15 вересня повернувся до Маніли.
16—20 вересня 1944-го W-21 пройшов до Шанхаю, після чого півтора місяця діяв у районі Китайського узбережжя, супроводжуючи конвої із заходами до Фучжоу, Кіруна (наразі Цзілун на Тайвані), Амоя та Такао. З 19 по 26 жовтня тральщик пройшов у районі Шанхаю короткочасний доковий ремонт.
2—5 листопада 1944-го взяв участь у супроводі конвою TAMA-31A, що пройшов з Такао до району Маніли (можливо відзначити, що на той час уже почалась атака союзників на Філіппіни), при цьому на переході американська субмарина потопила один транспорт.
8 листопада 1944-го W-21 вийшов з Маніли із фахівцями ремонтного заводу на борту та наступної доби доставив їх за півтори сотні північніше, де вони зайнялись ремонтом пошкодженого важкого крейсера «Кумано». W-21 до 17 листопада виконував у цьому районі протичовнові заходи, а потім повернувся до Маніли. З 20 по 27 листопада W-21 здійснив вихід з Маніли до острова Палаван та назад з метою порятунку провів на Філіппінах, при цьому 20 листопада 1944-го він виходив для евакуації членів екіпажу судна, що зазнало аварії місяцем раніше.
29 листопада — 4 грудня 1944-го тральщик ескортував конвой MASA-12 з Маніли до Сайгону (наразі Хошимін у В'єтнамі). Наступні два тижні W-21 працював біля в'єтнамського узбережжя (при цьому 15 грудня виходив для зустрічі конвою MASA-14), а 19 грудня разом з кількома іншими ескортними кораблями повів конвой SAMA-14 із Кап-Сен-Жак (зараз Вунгтау) на північ. Загін пройшов через Юлін (острів Хайнань) і 1 січня 1945-го досягнув Формози, проте через загрозу ворожих авіаударів не став заходити до порту. 8 січня ворожі літаки потопили транспорт «Сінсей-Мару» (прибув у згаданому конвої SAMA-14), після чого тральщик провів порятунок екіпажу та тієї ж доби прибув до Такао.
14—23 січня 1945-го W-21 повернувся до Японії, здійснивши при цьому ескортування конвою TAMO-37 з Такао до Моджі. Після цього з 25 січня по 10 лютого тральщик пройшов доковий ремонт у Сасебо.
14—18 лютого 1945-го W-21 супроводив на початковій ділянці маршруту — до Шанхаю — конвой MOTA-37, який рушив з Моджі до Такао. 28 лютого — 4 березня тральщик так само пройшов частину маршруту з конвоєм HIKARI-05, зустрівши останній біля Шанхаю та ескортувавши до Шаньтоу. 5—11 березня W-21 повернувся до Шанхаю з конвоєм HIKARI-06, а 15—19 березня тральщик охороняв два транспорти на їхньому шляху з району Шанхаю до Моджі.
З 20 березня по 7 квітня 1945-го W-21 пройшов з Моджі до Шаньтоу й далі у зворотному напрямку до Шанхаю, виконавши при цьому кілька ескортних завдань. Також він був залучений для допомоги переобладнаному патрульному човну Eikichi Maru, що був потоплений підводним човном поблизу південного завершення Кюсю.
10 квітня 1945-го W-21 вийшов з Шанхаю для супроводу конвою і поблизу устя Янцзи підірвався на міні, виставленій ворожою авіацією. Втім, корабель не затонув і 11 квітня його привели до Шанхаю, де протягом наступних кількох тижнів провели ремонт.
8—17 травня 945-го W-21 ескортував конвой SHIMO-04 з Шанхаю до району протоки Сімоносекі, що стало останнім завданням такого типу для корабля.
Восени 1945-го W-21 виключили зі списків ВМФ та передали союзникам. У лютому 1946-го він здійснив один рейс до Кореї для репатріації звідти японців.
Восени 1947-го при розділі залишків колишнього японського флоту корабель дістався США та 7 жовтня був потоплений у Жовтому морі як ціль.